# Onciale 0244
- Papyrus
- Onciale
- Minuscules
- Lectionnaire

Le Codex 0244 (dans la numérotation Gregory-Aland), est un manuscrit du Nouveau Testament sur parchemin écrit en écriture grecque onciale.

## Description
Le codex se compose d'une folio. Il est écrit en deux colonnes par page, de 18 lignes par colonne. Les dimensions du manuscrit sont 18 x 14 cm,. Les paléographes datent ce manuscrit du Ve siècle.
C'est un manuscrit contenant le texte de la Actes des Apôtres (11,29-12,5).
Le texte du codex représenté type alexandrin. Kurt Aland le classe en Catégorie II.

## Lieu de conservation
Il est conservé à l'Université catholique de Louvain  (P. A. M. Khirbet Mird 8) à Louvain-la-Neuve,.